# The Killjoys (groupe australien)
Pour les articles homonymes, voir The Killjoys.
The Killjoys est un groupe de rock australien, originaire de Melbourne. Formé à la fin des années 1980, le groupe compte un total de cinq albums, jusqu'à sa séparation en 2001.

## Biographie
The Killjoys est formé en 1987 à Melbourne par Anna Burley au chant et à la guitare (ex-Wild Science), Jeremy Craigie-Smith à la basse ; Will Larsen à la batterie (ex-Michael Angelo and the Ceiling) ; Craig Pilkington à la guitare, trompette et au chant (ex-Wild Science) et Carolyn Schwerkolt au vibraphone et aux claviers,. Il est l'un des groupes émergents les plus importants avec Sea Stories, the Fauves, the Hollowmen, the Glory Box, Ripe, Autohaze et Pray TV.
L'ancien groupe de Burley et Pilkington, Wild Science, s'est scindé en deux différents groupes, the Killjoys et Violet Town. Les autres membres de Violet Town sont Wayne (Buz) Hissock à la guitare et au chant, Warren Pitts aux claviers et chant, Peter Van à la batterie, et Luke Blackburn à la basse et au chant. D'après le musicologue Ian McFarlane, The Killjoys « mêle des mélodies pop et harmonies folk à du jazz. »
En mi-février 1989, le groupe publie l'EP, Audrey, à leur propre label, Audrey – il est coproduit avec Peter Jackson,. En 1990, ils reprennent le single I'll Never Find Another You des Seekers (1964) pour l'album hommage Used and Recovered. En octobre la même année, ils publient leur premier album, Ruby, qui est coproduit par Mark Woods et le groupe,.
Aux ARIA Music Awards de 1991, Ruby remporte la catégorie de meilleur album indépendant,. L'album comprend le single Michael Told Me, et the Killjoys signe au label MXL, de Mushroom Records. En novembre 1991, ils publient l'EP Spin, qui comprend Calling Me On,. Il est produit par Tony Espie. Le groupe traverse le Royaume-Uni en 1992, pour enregistrer un deuxième album, A Million Suns (mars 1993), avec Craig Leon à la production (Ramones, Pogues, Bangles),.

## Membres
- Anna Burley – chant, guitare (1988–2001)
- Jeremy Craigie-Smith – basse (1988–1990)
- Will Larsen – batterie (1988–1993)
- Craig Pilkington – guitare, trompette, harmonium (1988–2001)
- Caroline Schwerkolt – vibraphone, claviers (1988–1995)
- Daniel Palamara – basse (1990–1991)
- Michael Hohnen – basse (1991–1995)
- David Folley – batterie, percussions (1993–2001)
- Gary Aspinall – guitare, mandoline, orgue (1995–2001)
- David Nelson – basse, chœurs (1995–2001)

## Discographie

### Albums studio
- 1990 : Ruby (Audrey Records)
- 1993 : A Million Suns (MXL/Mushroom Records/Festival Records)
- 1998 : Sun Bright Deep
- 2006 : Stealing Horses[6]
- 2011 : Pearl

### Compilations
- 2001 : Killjoys Retrospective

### EP
- 1989 : Audrey (Audrey Records[7])
- 1991 : Spin (MXL/Mushroom Records/Festival Records)
- 1993 : Beauty + Danger
- 1994 : Love and Uncertainty